# Lathrocasis tenerrima
Lathrocasis tenerrima là một loài thực vật có hoa trong họ Polemoniaceae. Loài này được (A.Gray) L.A.Johnson mô tả khoa học đầu tiên năm 2000.